# Hnivan
Hnivan (în ucraineană Гнівань) este un oraș raional din raionul Tîvriv, regiunea Vinnița, Ucraina. În afara localității principale, nu cuprinde și alte sate.

## Demografie
Componența lingvistică a orașului Hnivan
     Ucraineană (96,31%)
     Rusă (3,33%)
     Alte limbi (0,1%)
Conform recensământului din 2001, majoritatea populației orașului Hnivan era vorbitoare de ucraineană (96,31%), existând în minoritate și vorbitori de rusă (3,33%).